# Teenage Mutant Ninja Turtles: Turtles in Time
Teenage Mutant Ninja Turtles: Turtles in Time, (lançado como Teenage Mutant Hero Turtles: Turtles in Time na Europa), é um jogo beat 'em up de 1991 desenvolvido e publicado pela Konami para fliperamas. Uma sequência do jogo de arcade original Teenage Mutant Ninja Turtles, é um jogo de rolagem lateral baseado principalmente na série animada TMNT de 1987. Originalmente um jogo de arcade, Turtles in Time foi portado para o Super Nintendo Entertainment System em 1992 sob o título Teenage Mutant Ninja Turtles IV: Turtles in Time, continuando a numeração dos jogos anteriores das Tartarugas lançados no NES original. Nesse mesmo ano, um jogo que emprestou muitos elementos, Teenage Mutant Ninja Turtles: The Hyperstone Heist, foi lançado para o Sega Genesis.
Em 2005, a versão arcade de Turtles in Time foi relançada em consoles mais recentes. Uma versão ligeiramente alterada do jogo de arcade foi incluída como um bônus desbloqueável no jogo de 2005 Teenage Mutant Ninja Turtles 3: Mutant Nightmare. Em 5 de agosto de 2009, a Ubisoft lançou um remake em 3D do jogo, Teenage Mutant Ninja Turtles: Turtles in Time Re-Shelled, disponível para download para Xbox 360 via Xbox Live Arcade. Uma versão para download do PlayStation 3 foi lançada mais tarde via PlayStation Network em 10 de setembro de 2009.

## Enredo
A cena introdutória do jogo detalha o enredo do jogo. Começa com as Tartarugas assistindo a um noticiário de TV em uma noite de domingo, com April O'Neil relatando da Ilha da Liberdade. Krang voa usando um exotraje gigante e rouba a Estátua da Liberdade, momentos antes de Shredder sequestrar as ondas de rádio para rir das Tartarugas.
As Tartarugas entram em ação no centro de Nova York e perseguem o Pé para as ruas e os esgotos da cidade (depois para o Technodrome na versão SNES), onde Shredder os envia através de um túnel do tempo. As Tartarugas devem lutar contra o exército do Destruidor no passado e no futuro para voltar para casa. Eles derrotam o Destruidor e a Estátua da Liberdade é devolvida ao seu lugar.

## Jogabilidade
Como seu antecessor, Turtles in Time estava disponível para os fliperamas em versões para dois e quatro jogadores. Nas versões para dois jogadores, cada jogador pode escolher qual das quatro tartarugas deseja controlar, enquanto nas versões para quatro jogadores os personagens são atribuídos ao painel de controle da esquerda para a direita na seguinte ordem: Leonardo, Michelangelo, Donatello e Raphael. Cada personagem jogável tem seus próprios pontos fortes e fracos. Novos recursos incluem a capacidade de executar um ataque poderoso acertando um inimigo várias vezes seguidas e a capacidade de bater soldados de infantaria nos inimigos ao redor.
O jogo apresenta o mesmo esquema de controle do lançamento anterior do arcade. Ele usa um joystick para movimento, um botão de ataque e um botão de salto. Certas combinações de joystick/botão podem fazer uma tartaruga correr, realizar um ataque deslizante ou rápido, pular mais alto, realizar um ataque aéreo estacionário ou direcionado ou realizar um ataque especial.
Os jogadores guiam as tartarugas por uma série de níveis. O primeiro se passa nas ruas da cidade de Nova York, outros transportam as tartarugas para representações de várias épocas históricas. Em cada nível, os jogadores enfrentam inimigos do desenho animado de 1987 e do longa-metragem Teenage Mutant Ninja Turtles II: The Secret of the Ooze, incluindo soldados de infantaria e guerreiros de pedra. Os chefes apresentados na versão arcade são Baxter Stockman em sua forma de mosca, Metalhead, um grupo de Pizza Monsters, Cement Man, a dupla de Tokka e Rahzar, Leatherhead, Krang (primeiro em seu traje de andróide, depois em um enorme OVNI) e Shredder.

## Desenvolvimento
A música original da trilha sonora do jogo foi composta por Mutsuhiko Izumi, um veterano da TMNT que também compôs a música para o jogo de arcade anterior da série. Foi arranjado para a versão SNES por Kazuhiko Uehara e Harumi Ueko, ambos os quais produziram vários jogos da Konami, incluindo o seguinte jogo TMNT, Tournament Fighters.
Durante o desenvolvimento, o título provisório do jogo era "algo como TMNT Time Travelers", de acordo com Steve Kaufman, da Konami USA, no início de 1991.
Além de uma trilha sonora original, o modo de atração do jogo de arcade é conhecido por apresentar a música "Pizza Power", que foi tirada do show ao vivo do TMNT, conhecido como Coming Out of Their Shells Tour. A música do jogo foi lançada como parte da coletânea Konami All-Stars 1993 ~ Music Station of Dreams, publicada pela King Records em 1992.
A versão de 2005 do jogo incluída em Mutant Nightmare apresenta novas músicas e vozes atualizadas para combinar com a série TMNT de 2003. Este também foi o caso de Turtles in Time: Re-Shelled.